# Улад Омар, Имран
 Имран Улад Омар  (араб. عمران ولاد عمر‎; 11 декабря 1997 года, Амстердам) — нидерландский и марокканский футболист, нападающий клуба «Ноа».

## Биография
Родился в Нидерландах, имеет марокканские корни. Начал свою карьеру в клубе «Ахиллес ’29» из Грусбека. В составе клуба дебютировал 21 октября 2016 года в матче Эрстедивизи против «Валвейка». 6 февраля 2017 года забил свой первый гол за клуб в матче с «Эйндховеном». В дебютном сезоне сыграл 21 матч и забил 3 гола в чемпионате. В марте 2018 года перешёл в словацкий «Тренчин». В чемпионате Словакии дебютировал 10 марта против трнавского «Спартака».
В феврале 2022 года подписал контракт с клубом ФНЛ «Ротор» (Волгоград). 1 июня 2022 года расторг контракт с клубом по взаимному соглашению сторон и вскоре перешёл в «Динамо» Тбилиси.